# 八杉貞利
八杉 貞利（やすぎ さだとし、1876年9月16日 - 1966年2月26日）は、日本のロシア語学者。

## 経歴
出生から修学期

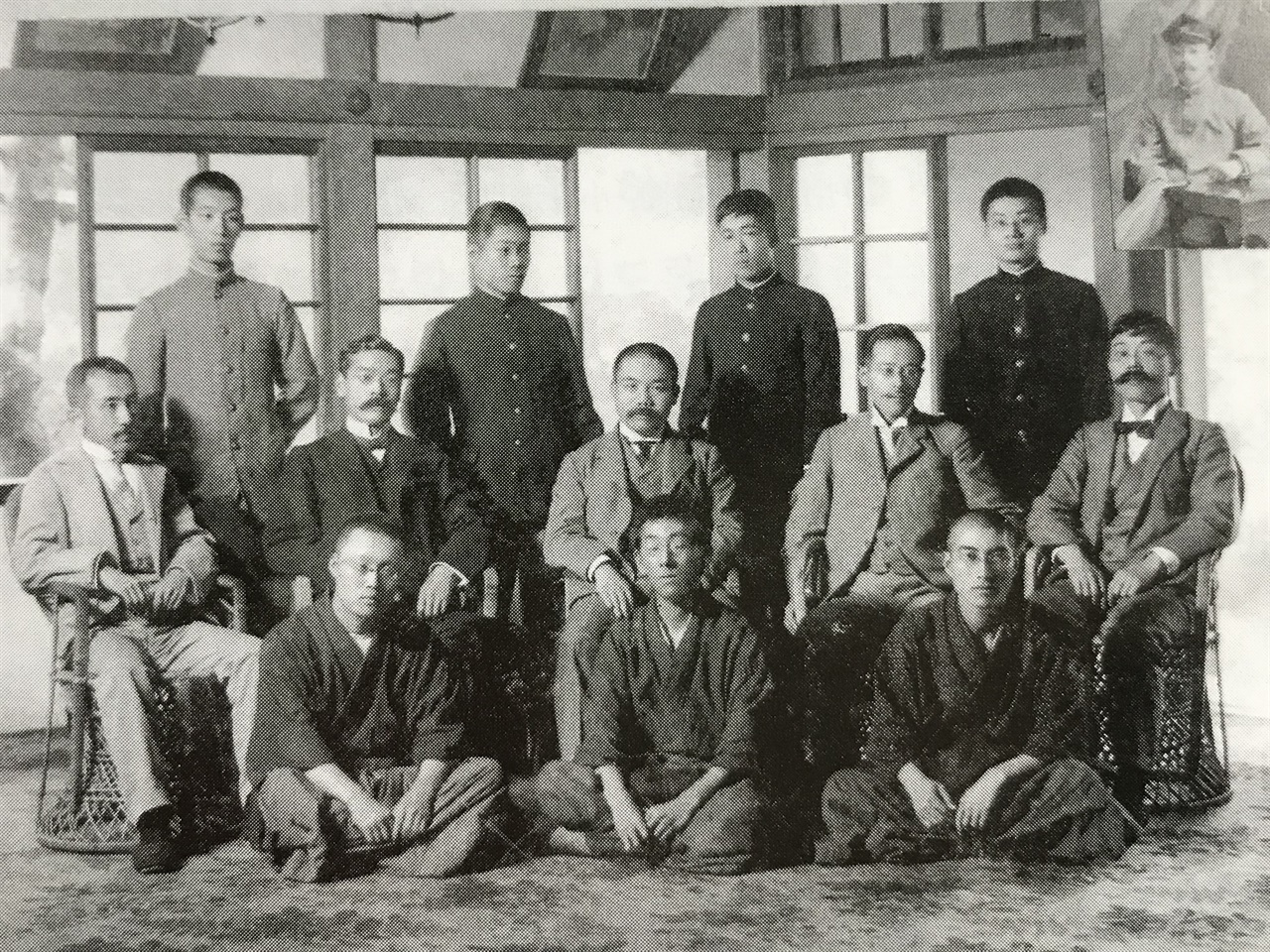
東京帝国大学言語学科（1905年）。
前列右から小倉進平、伊波普猷、神田城太郎。中列右から保科孝一、八杉貞利、上田万年、藤岡勝二、新村出。後列右から橋本進吉、徳沢（徳沢健三？）、後藤朝太郎、金田一京助。
伊波普猷生誕百年記念会編『伊波普猷 : 1876-1947 生誕百年記念アルバム』1976年、19頁。

1876年、東京府で生まれた。1888年8月、高等師範学校附属小学校高等科（現・筑波大学附属小学校）を卒業。1894年に高等師範学校尋常中学科（現・筑波大学附属中学校・高等学校）卒業し、第一高等学校を経て、東京帝国大学言語学科に進学、卒業した。卒業後はロシアに留学し、比較言語学、スラブ比較文法を学んだ。
ロシア語研究者として
帰国後の1903年に東京外国語学校教授となり、母校である東京帝国大学、早稲田大学でも講師を務めた。言語学の研究者として研究を進めると同時に、米川正夫、中村白葉、昇曙夢、木村彰一などのロシア文学者を育成した。1966年に死去

## 受賞・栄典
- 1960年：紫綬褒章受章。
- 1965年：賜銀杯一組。

## 家族・親族
- 息子：八杉龍一は生物学史の研究者。

## 著書

### 単著
- 『外国語教授法』宝永館書店 1901
- 『詩宗プーシキン』時代思潮社 1906
- 『露西亜及露西亜人』冨山房 1914
- 『露西亜語学階梯』大倉書店 1916
- 『簡易日露会話』大倉書店 1917
- 『露西亜語文法』大倉書店 1922
- 『初等露西亜語文法』大倉書店 1926
- 『自修新ロシヤ語』太陽堂 1930
- 『かなつき日露会話』大阪屋号書店 1932
- 『ロシヤ語発音五時間』大学書林 1932
- 『新集初等ロシア語讀本』大倉書店 1932
- 『露語発音講話』橘書店 1934
- 『自修露西亜語文法・会話』大阪屋号書店 1939
- 『新解ロシヤ語文法』白揚社 1939
- 『ロシヤ語発音学』三省堂 1941
- 『露和辞典』岩波書店 1947
- 『露語新読本』白揚社 1947
- 『基礎ロシヤ語』大学書林 1948
- 『自修新ロシヤ語講話』第一出版 1949
- 『八杉ロシヤ語教本』第一出版 1961
- 『ろしや路：八杉貞利日記』図書新聞社 1967

### 共編著
- 『新舊露西亞語會話の實例と練習』井上敬一共著、太陽堂書店 1942
- 『日露会話と作文の基礎』渡辺四郎共著、白水社 1950
- 『会話からはいるロシヤ語』井上敬一共著、白水社 1953
- 『ロシヤ文法』木村彰一共著、岩波書店 1953
- 『新県居雑記』和久利誓一編、吾妻書房 1970

### 訳書
- 『露語発音解説』トドロヰチ著、丸善、1914
- 『請願人』サルトゥイコフ＝シチェドリン著、新潮社 1924
- 『智のための悲哀』グリボイエードフ著、三田書店 1924
  - 改題文庫化『智慧の悲しみ』改造文庫
- 『トルストイの思ひ出』アレクサンドラ・トルスタヤ（英語版）著、深見尚行共訳、岩波書店 1930
  - 復刊 1986年
- 『日露戦争に就て』(トルストイ全集 20) 深見尚行共訳、岩波書店 1931
- 『新訳露和大辞典』アレクサンドロフ著、鈴木於菟平・松本圭亮共訳、大倉書店 1933

記念論集
- 『ロシヤ文化の研究：八杉先生還暦記念論文集』岩波書店 1939